# Семиречье (Хабаровский край)

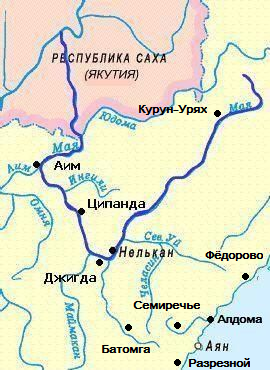

Семире́чье — монтёрский пункт в Аяно-Майском районе Хабаровского края. Находится на межселенной территории.

## География
Монтёрский пункт находится на расстоянии 50 км к северо-западу от села Аян, административного центра района.

## Население
| 2002 | 2010 | 2011 | 2012 | 2019 | 2021 |
| ---- | ---- | ---- | ---- | ---- | ---- |
| 4    | ↘0   | →0   | →0   | →0   | →0   |

## Инфраструктура
Монтёрский пункт создан для ремонта автозимника